# Муленберґ (округ, Кентуккі)
Шаблон:StateAbbr_ 37°13′ пн. ш. 87°09′ зх. д. / 37.21° пн. ш. 87.15° зх. д.
Округ  Муленберґ (англ. Muhlenberg County) — округ (графство) у штаті  Кентуккі, США. Ідентифікатор округу 21177.

## Історія
Округ утворений 1798 року.

## Демографія
За даними перепису 
2000 року 
загальне населення округу становило 31839 осіб, зокрема міського населення було 10410, а сільського — 21429.
Серед мешканців округу чоловіків було 15757, а жінок — 16082. В окрузі було 12357 домогосподарств, 9056 родин, які мешкали в 13675 будинках.
Середній розмір родини становив 2,9.
Віковий розподіл населення поданий у таблиці:
| Стать    | До 15 років | 15-21 | 22-29 | 30-39 | 40-49 | 50-65 | 65-85 | Понад 85 |
| -------- | ----------- | ----- | ----- | ----- | ----- | ----- | ----- | -------- |
| Чоловіки | 2998        | 1609  | 1712  | 2326  | 2445  | 2694  | 1798  | 175      |
| Жінки    | 2878        | 1455  | 1454  | 2153  | 2322  | 2867  | 2483  | 470      |

## Суміжні округи
- Маклейн — північ
- Огайо — північний схід
- Батлер — схід
- Лоґан — південний схід
- Тодд — південь
- Крістіан — південний захід
- Гопкінс — захід

## Виноски
1. ↑  U.S. Decennial Census. United States Census Bureau. Архів оригіналу за 26 квітня 2015. Процитовано 18 серпня 2014.
2. ↑  Historical Census Browser. University of Virginia Library. Архів оригіналу за 11 серпня 2012. Процитовано 18 серпня 2014.
3. ↑  Population of Counties by Decennial Census: 1900 to 1990. United States Census Bureau. Архів оригіналу за 13 жовтня 2014. Процитовано 18 серпня 2014.
4. ↑  Census 2000 PHC-T-4. Ranking Tables for Counties: 1990 and 2000 (PDF). United States Census Bureau. Архів (PDF) оригіналу за 18 грудня 2014. Процитовано 18 серпня 2014.
5. ↑  State & County QuickFacts. United States Census Bureau. Архів оригіналу за 7 червня 2011. Процитовано 6 березня 2014.(англ.) Наведено за англійською вікіпедією.
6. ↑  American FactFinder. Бюро перепису населення США. Архів оригіналу за 26 лютого 2012. Процитовано 31 січня 2008.

| США | Це незавершена стаття з географії США. Ви можете допомогти проєкту, виправивши або дописавши її. |